# Circuito de Mónaco
El Circuito de Mónaco (en francés: Circuit de Monaco), también conocido como Circuito de Montecarlo, es un circuito urbano de carreras ubicado entre los distritos de Montecarlo y La Condamine (siendo este el lugar donde se localiza el punto de llegada y salida del mismo), dentro del Principado de Mónaco. Fue inaugurado en 1920 por Antony Noghès, y alberga anualmente el Gran Premio de Mónaco de Fórmula 1 y el E-prix de Mónaco de Fórmula E .
Debido a su especial configuración con curvas cerradas y rectas cortas, lo que prima en él es la habilidad de los pilotos frente a la potencia de los motores.

## Trazado

### Original (1950)
Una vez rebasada la línea de meta, se encuentra una curva a derechas rápida para rodear la iglesia parroquial de Santa Devota, en cuyo honor se nombra la curva. Se encara una subida sinuosa por la Calle de Ostende hasta llegar a la Plaza del Casino. Se toma la rotonda junto a la puerta del Casino de Montecarlo en sentido contrario a la circulación y se encara una cuesta abajo hasta una curva a derechas llamada Mirabeau. Se sigue bajando hasta una curva de 190 grados a izquierda llamada Loews (nombre dado por un hotel situado al lado de la curva). Después se traza una doble curva a derechas conocida como Portier para encarar la parte del circuito pegada al litoral. En un pequeño tramo, se transita por un túnel muy corto que atraviesa el acantilado donde se asienta el hotel Loews. Al salir del túnel, se continúa en una larga recta hasta llegar a una chicana, en que se entra en el recinto portuario de Mónaco. Una vez superada, se llega a la curva de Tabac, y a partir de ahí, se encara una larga recta en que se gira ligeramente hacia la izquierda. Finalmente, al final del puerto, a la altura del gasómetro del puerto se gira de nuevo 180 grados a la derecha en la horquilla homónima. Una vez superada se encuentra de nuevo la recta de meta. Los talleres se ubican en la carretera de Niza, justo a la izquierda nada más empezar la recta de meta, si bien por motivos prácticos para la carrera los mecánicos atienden los coches en la margen derecha de la pista en la recta principal.

### Actual (2020)

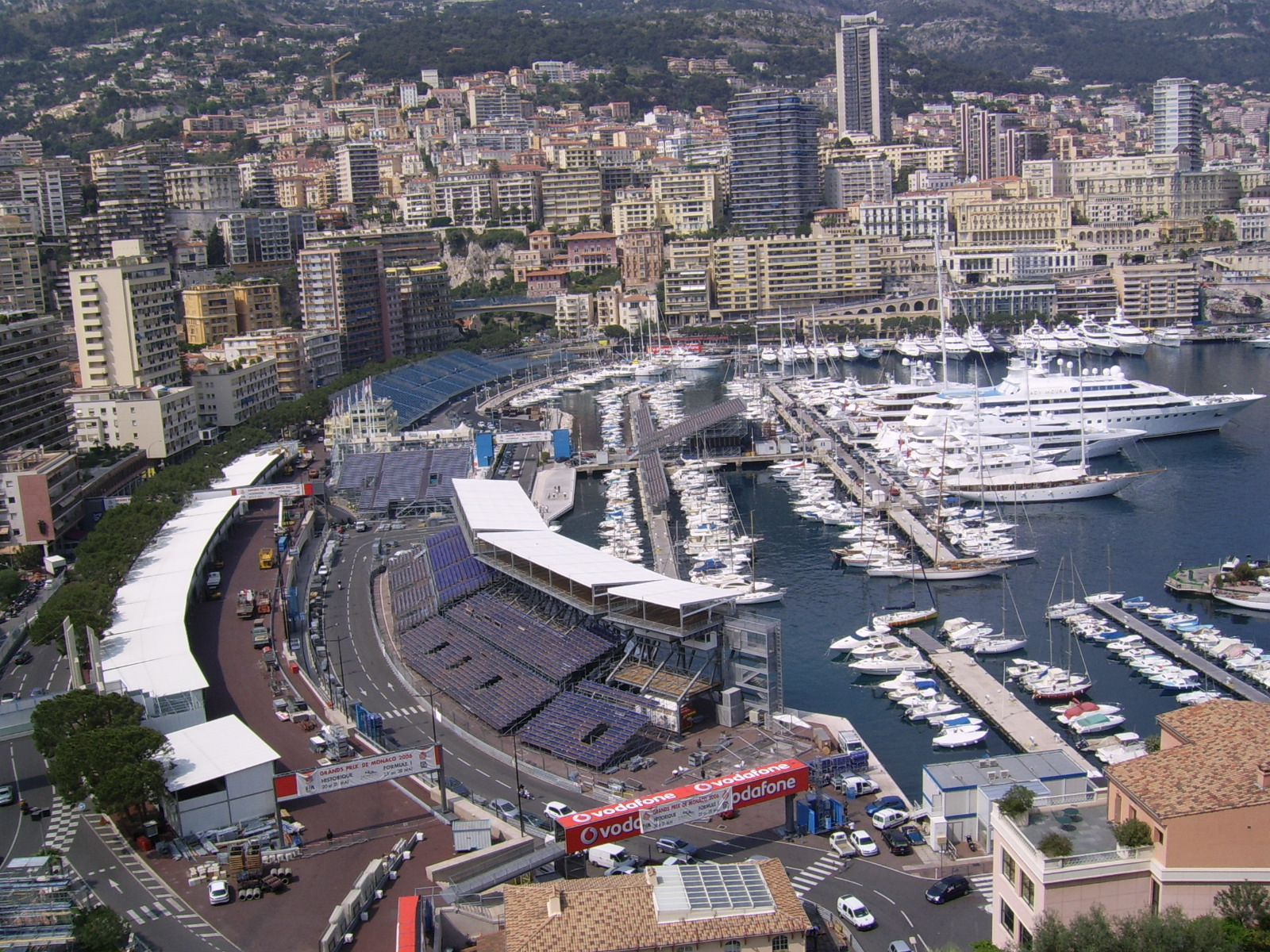
Vista de la ciudad en los días de Gran Premio.

Una vez rebasada la línea de meta, se llega al cruce de Santa Devota, desmontado para el Gran Premio por motivos de seguridad, y que se toma en sentido contrario a la circulación, para reducir la velocidad. Se encara la subida sinuosa de Beau Rivage hasta llegar al Casino. Se toma la rotonda en sentido contrario y a partir de allí se supera la cresta de subida antes de bajar hasta la curva a derechas de Mirabeau. Se vuelve a bajar hasta la curva cerrada de Fairmont (nombre dado por el hotel Fairmont Montecarlo, aunque popularmente sigue siendo conocida por su antiguo nombre de Loews). Después se traza una doble curva a derechas conocida como Portier para pasar por un largo túnel. El túnel consta de dos partes, una primera que discurre bajo el ala nueva del hotel Fairmont, y una segunda, más antigua, que pasa bajo la parte antigua del hotel Fairmont. Nada más salir del túnel, hay una frenada fuerte y se toma la Nouvelle Chicane, con la que se entra en el puerto deportivo. Siguiendo la recta, se vuelve a salir del puerto deportivo y se toma una curva cerrada pero rápida a izquierdas llamada Tabac. Una vez realizada la curva se toman dos dobles chicanas, una primera izquierda-derecha y una segunda derecha-izquierda, para rodear la Piscina Nacional de Mónaco. Después de estas dos chicanas se continúa por una recta con ligera curvatura a izquierdas hasta alcanzar el restaurante de La Rascasse, que se rodea con una horquilla que lleva su nombre por la parte exterior. Tras sobrepasar La Rascasse, se toma una curva cerrada a derechas llamada Anthony Noghès para rodear los espacios ajardinados junto a la antigua carretera Niza-Mónaco y se encuentra de nuevo la recta de meta. Los talleres se ubican en la Lonja del Puerto de Mónaco, que están de espaldas a la recta de meta principal y en los que se realizan todas las labores de repostaje, cambio de neumáticos, reparación y mantenimiento de los coches durante todas las sesiones, incluyendo la carrera. Se accede a ellos una vez sobrepasada la horquilla de La Rascasse y se retorna a la pista una vez pasado el cruce de Santa Devota.

## Historia
El circuito es considerado como uno de los más complejos de trazar, además de ser uno de los más peligrosos. Pese a ello, debido a la baja velocidad media del circuito, solo ha habido que lamentar una muerte, la de Lorenzo Bandini en 1967.
Pese a ello, la FIA y la FOM lo siguen considerando de categoría 1, es decir, teóricamente más seguro que la mayor parte de circuitos de nueva construcción, con amplias escapatorias y pistas anchas. Esto se debe a que esta calificación de circuito de categoría 1 es imprescindible para poder seguir acogiendo el Gran Premio de Fórmula 1.

### Cambios del trazado
- 1968: La FIA, tras la muerte de Lorenzo Bandini el año anterior, declara el circuito de Mónaco "circuito especial" por sus características técnicas y rebaja la distancia mínima de carrera al 80 % de la distancia general para el resto de pruebas del campeonato, excepción que a rasgos generales sigue vigente en la actualidad.
- 1972: La FIA decreta que en todas las pruebas del campeonato deberán ubicarse los talleres en un espacio separado junto a la recta de meta. Por ello, en esta edición, excepcionalmente, la recta de meta se ubica en la recta del puerto y los talleres en la calle paralela junto a la misma. Es el único lugar del circuito donde existen dos calles paralelas que puedan llevar a cabo estas funciones.
- 1973: Principal remodelación de la historia de Mónaco. Se soterra parte del trazado nada más pasar Portier, vendiéndole la nueva superficie sobre el añadido del túnel al hotel Loews. Asimismo, se construye una piscina olímpica en mitad del tramo final del puerto, lo que obliga a diseñar dos chicanas que la rodeen. Además, se ganan terrenos al mar, por lo que el nuevo paseo marítimo de Mónaco por donde circulan los coches queda más separado de la recta de meta, obligando a diseñar una rápida chicana en la entrada norte al puerto. En contrapartida, se prolonga el circuito hasta el restaurante La Rascasse, en vez de dar la vuelta hacia Santa Devota a la altura del gasómetro como hasta entonces. La recta de meta vuelve a su lugar original. El antiguo paseo marítimo de Mónaco, ahora convertido en una calle más, se convierte en la flamante nueva calle de talleres. A ella se accede en sentido inverso al que se recorría hasta el año anterior: una vez sobrepasada La Rascasse, y se vuelve a la pista en la recta de meta, justo antes de llegar a Santa Devota.
- 1976: Se retoca el trazado para ganar en seguridad: se ralentiza la curva de Santa Devota para disminuir la velocidad de paso por la misma y la velocidad de llegada al Casino, y se crea una chicana derecha-izquierda (Anthony Noghès) nada más pasar La Rascasse para reducir la velocidad al final de la recta de meta.
- 1986: La rápida "chicana" situada tras pasar el túnel es remodelada por seguridad. El nuevo trazado reemplaza la vieja chicana por un triple vértice de curva izquierda-derecha-izquierda (Nouvelle Chicane), que facilita los adelantamientos a la salida del túnel y reduce sustancialmente la velocidad en Tabac, una curva peligrosa sin escapatoria posible.
- 1997: Se rediseña parcialmente la Nouvelle Chicane, haciéndola aún más lenta, y se aumenta la seguridad en la primera chicana de la zona de la Piscina.
- 2003: Se retiran los espacios ajardinados de la curva de Santa Devota, ganando en seguridad al desplazar levemente el vértice de la curva. Además, se retrasa la salida de talleres a pista hasta una vez pasada Santa Devota, aprovechando la retirada de los jardines. En el resto del circuito, se modifica la segunda chicana de la Piscina, haciéndola ligeramente más rápida y ampliando notablemente la escapatoria. Igualmente, se suprime la leve curva a izquierdas previa a La Rascasse, rectificando levemente la recta anterior.
- 2004: Se modifican los talleres de Mónaco por primera vez en más de 30 años. Se mantienen en el sitio original, pero por vez primera el acceso de los coches a los mismos se hace por la parte delantera, la que da al puerto, aprovechando el traslado de algunos edificios portuarios debido a la ampliación del puerto. No obstante, la entrada de talleres sigue en La Rascasse y la salida, en Santa Devota.
- 2015: Se recorta el trazado 3 metros por la colocación de una pequeña grúa junto a la segunda chicana de la Piscina, que obliga a modificar levemente el trazado en ese punto.

## Ganadores

### Campeonato de Fórmula 2 de la FIA
| Año  | Piloto           | Escudería             | Fecha      | Resultados |
| ---- | ---------------- | --------------------- | ---------- | ---------- |
| 2017 | Oliver Rowland   | DAMS                  | 26 de mayo | Resultados |
| 2017 | Nyck de Vries    | Rapax                 | 27 de mayo | Resultados |
| 2018 | Artiom Markélov  | RUSSIAN TIME          | 25 de mayo | Resultados |
| 2018 | Antonio Fuoco    | Charouz Racing System | 26 de mayo | Resultados |
| 2019 | Nyck de Vries    | ART Grand Prix        | 24 de mayo | Resultados |
| 2019 | Anthoine Hubert  | BWT Arden             | 25 de mayo | Resultados |
| 2021 | Guanyu Zhou      | UNI-Virtuosi Racing   | 21 de mayo | Resultados |
| 2021 | Dan Ticktum      | Carlin                | 22 de mayo | Resultados |
| 2021 | Théo Pourchaire  | ART Grand Prix        | 22 de mayo | Resultados |
| 2022 | Dennis Hauger    | PREMA Racing          | 28 de mayo | Resultados |
| 2022 | Felipe Drugovich | MP Motorsport         | 29 de mayo | Resultados |
| 2023 | Ayumu Iwasa      | DAMS                  | 27 de mayo | Resultados |
| 2023 | Frederik Vesti   | PREMA Racing          | 28 de mayo | Resultados |
| 2024 | Taylor Barnard   | AIX Racing            | 25 de mayo | Resultados |
| 2024 | Zak O'Sullivan   | ART Grand Prix        | 26 de mayo | Resultados |
| 2025 | Kush Maini       | DAMS Lucas Oil        | 24 de mayo | Resultados |
| 2025 | Jak Crawford     | DAMS Lucas Oil        | 25 de mayo | Resultados |

### Campeonato de Fórmula 3 de la FIA
| Año  | Piloto               | Escudería          | Fecha      | Resultados |
| ---- | -------------------- | ------------------ | ---------- | ---------- |
| 2023 | Pepe Martí           | Campos Racing      | 27 de mayo | Resultados |
| 2023 | Gabriele Minì        | Hitech Pulse-Eight | 28 de mayo | Resultados |
| 2024 | Nikola Tsolov        | ART Grand Prix     | 25 de mayo | Resultados |
| 2024 | Gabriele Minì        | Prema Racing       | 26 de mayo | Resultados |
| 2025 | Martinius Stenshorne | Hitech TGR         | 24 de mayo | Resultados |
| 2025 | Nikola Tsolov        | Campos Racing      | 25 de mayo | Resultados |

### Jaguar I-Pace e-Trophy
| Año     | Piloto     | Escudería            | Fecha      |
| ------- | ---------- | -------------------- | ---------- |
| 2018-19 | Cacá Bueno | Jaguar Brazil Racing | 11 de mayo |